# Gandra (Paredes)
Gandra es una freguesia portuguesa del concelho de Paredes, con 12,06 km² de superficie y 5.804 habitantes (2001). Su densidad de población es de 481,3 hab/km².